# Rhamphomyia scolopacea
Rhamphomyia scolopacea är en tvåvingeart som först beskrevs av Thomas Say 1823.  Rhamphomyia scolopacea ingår i släktet Rhamphomyia och familjen dansflugor. Inga underarter finns listade i Catalogue of Life.